# Aarne Saluveer

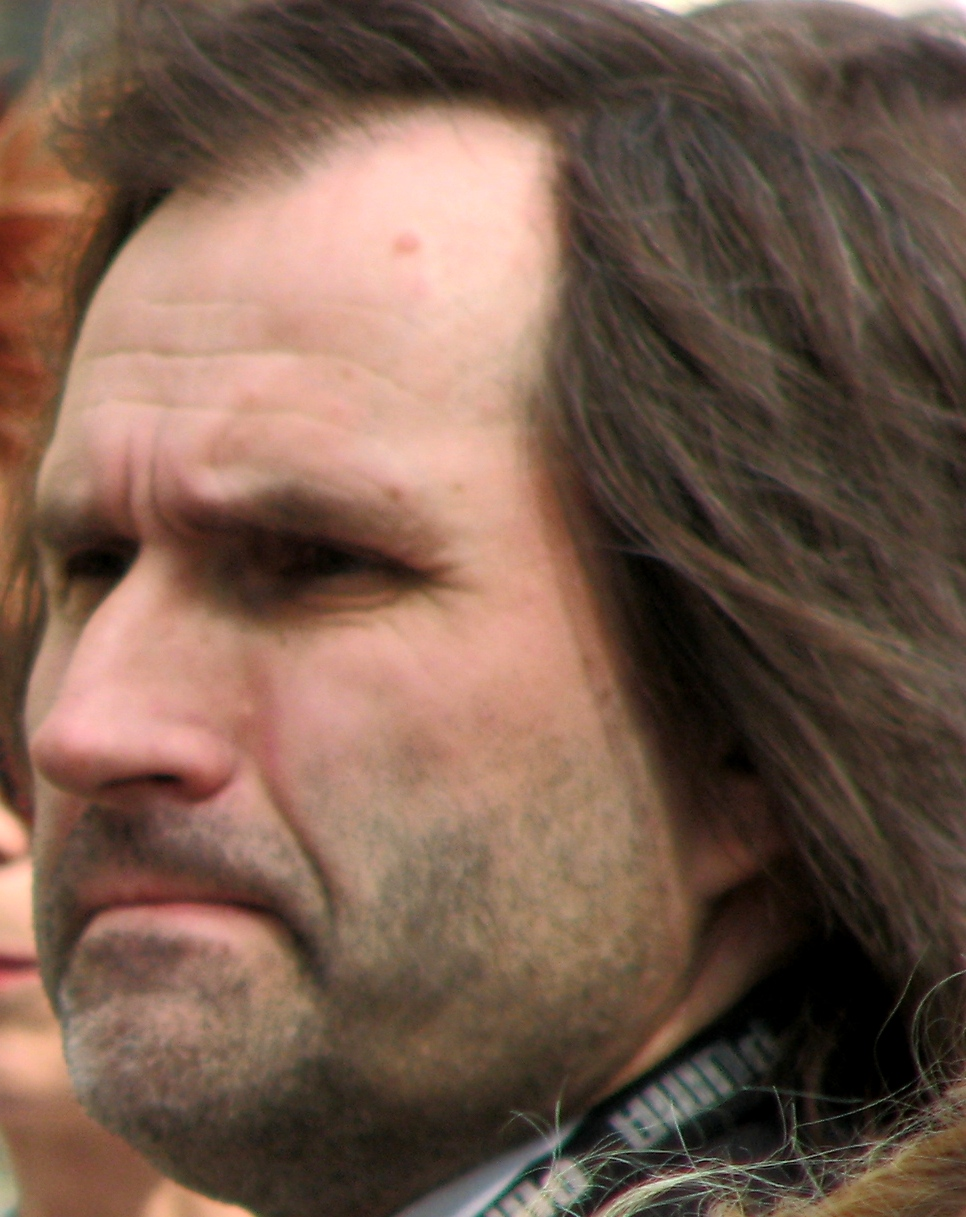
Aarne Saluveer

Aarne Saluveer (nascido a 28 de julho 1959 em Tartu) é um maestro e pedagogo de música estónio. Ele é conhecido principalmente pela sua actividade com música infantil e coros infantis.
Em 1982 graduou-se no Conservatório Estatal de Tallinn em regência coral e especialidades pedagógicas musicais.
Em 1990 ele fundou o Estúdio de Música Lasteekraan na Televisão Estoniana. Até 2004 ele foi o director musical e maestro chefe deste estúdio. Ele também dirigiu o Coro Feminino da TV Estoniana. Os seus coros foram premiados em concursos de corais estonianos e internacionais.
Desde 2006 é o director do Colégio de Música de Tallinn Georg Ots.
Saluveer é um dos fundadores da Sociedade Estoniana de Educação Musical.
Prémios:
- 2004: Ordem da Estrela Branca, V classe[2]